# Bohumil Richtrmoc
Bohumil Richtrmoc (Praag, 25 maart 1940) is een Tsjechische voormalig voetballer die als aanvaller speelde. Hij werd lid van de TJ SONP Kladno, vanwaar hij in 1965 naar Slavia Praag verhuisde. Als tiener speelde hij ook voor het nationale jeugdteam op het internationale Europese toernooi. Eind 1969 ging de Tsjech voetballen voor Willem II.

## Familie
Zijn jongere broer is de voetballer Vojtěch Richtrmoc.